# Club Náutico de Fort Worth
El Club Náutico de Fort Worth (Fort Worth Boat Club en idioma inglés y oficialmente) es un club náutico ubicado en Fort Worth, Texas (Estados Unidos).

## Historia
En 1931, un grupo de personas organizaron el Club Náutico de Fort Worth para "avanzar en el conocimiento de la comunidad sobre el disfrute y aprecio de la navegación de recreo y las artes náuticas a través de sus instalaciones y programas", eligiendo a George Q. McGown como su primer comodoro y a E.P. Haltom como vicecomodoro, dos pioneros del deporte local que llevaba navegando en el lago desde 1929. William F. Crosby, creador del Snipe, y editor de revista "Rudder", diseño para los socios del club, a cambio de 50 suscripciones a su revista, un tipo de velero con quilla de 20 pies denominado “Longhorn”, como la raza bovina de Texas que está representada en la grímpola del club con la silueta de su cabeza. Enseguida construyeron 5 unidades del nuevo barco y comenzaron las regatas.
En 1941 organizó el campeonato del mundo de la clase Snipe. 
Actualmente su principal actividad se centra en las clases J/22, J/24, J/70, J/80, J/105, Laser y Optimist.